# Lijst van voetbalinterlands Congo-Brazzaville - Kameroen
Deze lijst van voetbalinterlands is een overzicht van alle officiële voetbalwedstrijden tussen de nationale teams van Congo-Brazzaville en Kameroen. De landen hebben tot op heden twintig keer tegen elkaar gespeeld. De eerste ontmoeting was een kwalificatiewedstrijd voor de Afrika Cup 1968 op 2 augustus 1967 in Brazzaville. Het laatste duel, een groepswedstrijd tijdens het African Championship of Nations 2022, werd gespeeld op 16 januari 2023 in Oran (Algerije).

## Wedstrijden
| №  | Plaats      | Datum             | Competitie                                        | Wedstrijd                    | Uitslag |
| -- | ----------- | ----------------- | ------------------------------------------------- | ---------------------------- | ------- |
| 1  | Brazzaville | 2 augustus 1967   | Afrika Cup 1968 kwalificatie                      | Congo-Brazzaville − Kameroen | 2 − 1   |
| 2  | Yaoundé     | 14 maart 1971     | Vriendschappelijk                                 | Kameroen − Congo-Brazzaville | 7 − 1   |
| 3  | Yaoundé     | 2 maart 1972      | Afrika Cup 1972                                   | Kameroen − Congo-Brazzaville | 0 − 1   |
| 4  | Libreville  | 14 juli 1976      | Centraal-Afrikaanse Spelen 1976                   | Kameroen − Congo-Brazzaville | 3 − 2   |
| 5  | Brazzaville | 17 oktober 1976   | WK 1978 kwalificatie                              | Congo-Brazzaville − Kameroen | 2 − 2   |
| 6  | Yaoundé     | 31 oktober 1976   | WK 1978 kwalificatie                              | Kameroen − Congo-Brazzaville | 1 − 2   |
| 7  | Yaoundé     | 18 september 1977 | Afrika Cup 1978 kwalificatie                      | Kameroen − Congo-Brazzaville | 2 − 0   |
| 8  | Brazzaville | 2 oktober 1977    | Afrika Cup 1978 kwalificatie                      | Congo-Brazzaville − Kameroen | 4 − 0   |
| 9  | Yaoundé     | 30 december 1977  | Vriendschappelijk                                 | Kameroen − Congo-Brazzaville | 1 − 2   |
| 10 | Luanda      | 29 augustus 1981  | Centraal-Afrikaanse Spelen 1981                   | Congo-Brazzaville − Kameroen | 0 − 0   |
| 11 | Yaoundé     | 17 januari 1982   | Vriendschappelijk                                 | Kameroen − Congo-Brazzaville | 2 − 1   |
| 12 | Brazzaville | 2 augustus 1983   | Vriendschappelijk                                 | Congo-Brazzaville − Kameroen | 2 − 2   |
| 13 | Brazzaville | 20 december 1984  | Vriendschappelijk                                 | Congo-Brazzaville − Kameroen | 2 − 2   |
| 14 | Brazzaville | 27 april 1987     | Centraal-Afrikaanse Spelen 1987                   | Kameroen − Congo-Brazzaville | 3 − 0   |
| 15 | Bangui      | 6 december 1989   | Vriendschappelijk                                 | Kameroen − Congo-Brazzaville | 1 − 0   |
| 16 | Yaoundé     | 20 april 1997     | Vriendschappelijk                                 | Kameroen − Congo-Brazzaville | 2 − 0   |
| 17 | Yaoundé     | 18 oktober 2015   | African Championship of Nations 2016 kwalificatie | Kameroen − Congo-Brazzaville | 0 − 0   |
| 18 | Brazzaville | 31 oktober 2015   | African Championship of Nations 2016 kwalificatie | Congo-Brazzaville − Kameroen | 0 − 1   |
| 19 | Agadir      | 16 januari 2018   | African Championship of Nations 2018              | Kameroen − Congo-Brazzaville | 0 − 1   |
| 20 | Oran        | 16 januari 2023   | African Championship of Nations 2022              | Kameroen − Congo-Brazzaville | 1 − 0   |

## Samenvatting
| Competitie                                   | Totaal gespeeld | Winst Congo-Brazz. | Gelijk | Winst Kameroen | Doelsaldo Congo-Brazz. – Kameroen |
| -------------------------------------------- | --------------- | ------------------ | ------ | -------------- | --------------------------------- |
| WK-kwalificatie                              | 2               | 1                  | 1      | 0              | 4 − 3                             |
| Afrika Cup                                   | 1               | 1                  | 0      | 0              | 1 − 0                             |
| Afrika Cup-kwalificatie                      | 3               | 2                  | 0      | 1              | 6 − 3                             |
| African Championship of Nations              | 2               | 1                  | 0      | 1              | 1 − 1                             |
| African Championship of Nations-kwalificatie | 2               | 0                  | 1      | 1              | 0 − 1                             |
| Centraal-Afrikaanse Spelen                   | 3               | 0                  | 1      | 2              | 2 − 6                             |
| Vriendschappelijk                            | 7               | 1                  | 2      | 4              | 8 − 17                            |
| Totaal                                       | 20              | 6                  | 5      | 9              | 22 − 31                           |

Wedstrijden bepaald door strafschoppen worden, in lijn met de FIFA, als een gelijkspel gerekend.
FCF · 
Vrouwenelftal van Congo-Brazzaville
1960–1969 ·
1970–1979 ·
1980–1989 ·
1990–1999 ·
2000–2009 ·
2010–2019 ·
2020−2029
1960 ·
1961 ·
1962 ·
1963 ·
1964 · 
1965 ·
1966 · 
1967 ·
1968 · 
1969 ·
1970 · 
1971 ·
1972 · 
1973 ·
1974 · 
1975 · 
1976 ·
1977 · 
1978 ·
1979 ·
1979 · 
1980 ·
1980 · 
1981 ·
1982 ·
1983 ·
1984 · 
1985 ·
1986 · 
1987 ·
1988 · 
1989 ·
1990 · 
1991 ·
1992 · 
1993 ·
1994 · 
1995 ·
1996 · 
1997 ·
1998 · 
1999 ·
2000 · 
2001 ·
2002 · 
2003 ·
2004 · 
2005 · 
2006 ·
2007 · 
2008 ·
2009 · 
2010 · 
2011 ·
2012 · 
2013 · 
2014 ·
2015 ·
2016 ·
2017 ·
2018 ·
2019 ·
2020 ·
2021 ·
2022 ·
2023
Algerije ·
Angola ·
Benin ·
Burkina Faso ·
Burundi ·
Canada ·
Centraal-Afrikaanse Republiek ·
Congo-Kinshasa ·
Egypte ·
Equatoriaal-Guinea ·
Ethiopië ·
Gabon ·
Gambia ·
Ghana ·
Guinee ·
Guinee-Bissau ·
Ivoorkust ·
Kaapverdië ·
Kameroen ·
Kenia ·
Liberia ·
Libië ·
Madagaskar ·
Malawi ·
Mali ·
Marokko ·
Mauritanië ·
Mauritius ·
Mozambique ·
Namibië ·
Niger ·
Nigeria ·
Noord-Korea ·
Oeganda ·
Rwanda ·
Sao Tomé en Principe ·
Saoedi-Arabië ·
Senegal ·
Sierra Leone ·
Soedan ·
Swaziland ·
Tanzania ·
Thailand ·
Togo ·
Tsjaad ·
Tunesië ·
Zambia ·
Zimbabwe ·
Zuid-Afrika ·
Zuid-Soedan
FCF · A-internationals · Selecties · Bondscoaches · Statistieken · Kameroens vrouwenelftal · Kameroen U21 · Kameroen U20 · Kameroen U19 · Kameroen U18 · Kameroen U17
1960 – 1969 · 
1970 – 1979 · 
1980 – 1989 · 
1990 – 1999 · 
2000 – 2009 · 
2010 – 2019 ·
2020 − 2029
CC 2001 · 
CC 2003
WK 1982 · 
WK 1990 · 
WK 1994 · 
WK 1998 · 
WK 2002 · 
WK 2010 · 
WK 2014 ·
WK 2022
OS 1984 · 
OS 2000 · 
OS 2008
1961 · 
1960 · 
1961 · 
1962 · 
1963 · 
1964 · 
1965 · 
1966 · 
1967 · 
1968 · 
1969 · 
1970 · 
1971 · 
1972 · 
1973 · 
1974 · 
1975 · 
1976 · 
1977 · 
1978 · 
1979 · 
1980 · 
1981 · 
1982 · 
1983 · 
1984 · 
1985 · 
1986 · 
1987 · 
1988 · 
1989 · 
1990 · 
1991 · 
1992 · 
1993 · 
1994 · 
1995 · 
1996 · 
1997 · 
1998 · 
1999 · 
2000 · 
2001 · 
2002 · 
2003 · 
2004 · 
2005 · 
2006 · 
2007 · 
2008 · 
2009 · 
2010 · 
2011 · 
2012 · 
2013 ·
2014 ·
2015 ·
2016 ·
2017 ·
2018 ·
2019 ·
2020 ·
2021 ·
2022
Albanië ·
Algerije ·
Angola ·
Argentinië ·
Australië ·
Benin ·
Bolivia ·
Brazilië ·
Bulgarije ·
Burkina Faso ·
Burundi ·
Canada ·
Centraal-Afrikaanse Republiek ·
Chili ·
Colombia ·
Comoren ·
Congo-Brazzaville ·
Congo-Kinshasa ·
Costa Rica ·
Cuba ·
Denemarken ·
Duitsland ·
Egypte ·
Engeland ·
Equatoriaal-Guinea ·
Eritrea ·
Ethiopië ·
Finland ·
Frankrijk ·
Gabon ·
Gambia ·
Georgië ·
Ghana ·
Griekenland ·
Guinee ·
Guinee-Bissau ·
Ierland ·
India ·
Indonesië ·
Iran ·
Italië ·
Ivoorkust ·
Jamaica ·
Japan ·
Kaapverdië ·
Kenia ·
Koeweit ·
Kroatië ·
Lesotho ·
Liberia ·
Libië ·
Luxemburg ·
Madagaskar ·
Malawi ·
Mali ·
Marokko ·
Mauritanië ·
Mauritius ·
Mexico ·
Moldavië · 
Mozambique ·
Namibië ·
Nederland ·
Niger ·
Nigeria ·
Noord-Macedonië ·
Noorwegen ·
Oeganda ·
Oekraïne ·
Oezbekistan ·
Oostenrijk ·
Panama ·
Paraguay ·
Peru ·
Polen ·
Portugal ·
Roemenië ·
Rusland ·
Rwanda ·
Saoedi-Arabië ·
Sao Tomé en Principe ·
Senegal ·
Servië ·
Sierra Leone ·
Slowakije ·
Soedan ·
Somalië ·
Sovjet-Unie ·
Swaziland ·
Tanzania ·
Thailand · 
Togo ·
Tsjaad ·
Tunesië ·
Turkije ·
Verenigde Staten ·
Zambia ·
Zimbabwe ·
Zuid-Afrika ·
Zuid-Korea ·
Zuid-Soedan ·
Zweden ·
Zwitserland
Brazilië (2014) · 
Brazilië (2022) · 
Denemarken (2010) · 
Egypte (2017) ·
Frankrijk (2003) · 
Italië (1982) · 
Japan (2010) · 
Kroatië (2014) · 
Mexico (2014) ·
Nederland (2010) · 
Peru (1982) · 
Polen (1982) · 
Servië (2022)